# Amerikanska Samoa i olympiska sommarspelen 2000
Amerikanska Samoa deltog i de olympiska sommarspelen 2000 med en trupp bestående av fyra deltagare, tre män och en kvinna, men ingen av landets deltagare erövrade någon medalj.

## Bågskytte
| Individuellt |               |                       |        |
| Kuresa Tupua |               |                       |        |
| 32-delsfinal | Förlorade mot | Yong-Ho Jang Sydkorea | 172-98 |

## Friidrott
Herrarnas 100 meter
| Namn             | Omgång 1 | Omgång 2 | Semifinal | Final | Finalplacering |
| ---------------- | -------- | -------- | --------- | ----- | -------------- |
| Kelsey Nakanelua | 10,93    | -        | -         | -     | -              |

Damernas släggkastning
| Namn          | Kval  | Kval  | Kval  | Kval  | Kval  | Kval  | Kval  |                |
|               | 1     | 1     | 2     | 2     | 3     | 3     |       |                |
| Lisa Misipeka | 61,74 | 61,74 | 58,74 | 58,74 | x     | x     | 61,74 |                |
|               | Final | Final | Final | Final | Final | Final | Final | Finalplacering |
|               | 1     | 2     | 3     | 4     | 5     | 6     |       |                |
|               | -     | -     | -     | -     | -     | -     | -     | -              |